# Solokiya
Solokiya (tiếng Ukraina: Солокія , tiếng Ba Lan: Sołokija) là một sông tại Ba Lan và Ukraina, là một phụ lưu tả ngạn của sông Bug. Đầu nguồn sông nằm ở phía bắc của thị trấn Tomaszów Lubelski, tại thượng lưu Solokiya chảy chủ yếu theo hướng đông nam. Gần biên giới Ba Lan-Ukraina, sông chuyển sang hướng đông, sau khi chảy qua Uhniv và Belz sông đổ vào Bug tại Chervonohrad.

## Mô tả
Chiều dài của Solokiya là 88 km (theo số liệu khác là 71 km), diện tích lưu vực là 939 km². Trong địa phận Ukraina, thung lũng sông rộng (đến 2,5–3 km), với độ dốc thoải. Vùng bãi bồi thường là đầm lầy, có thảm thực vật đồng cỏ bao phủ. Dòng chảy quanh co vừa phải; Chiều rộng sông tại thị trấn Belz là 12–15 m, sâu đến 2,5 m, tại hạ lưu Solokiya mở rộng đến 30–35 m, độ sâu đạt 3,5–4 m . Độ dốc của sông là 0,9 m/km. Nước được sử dụng để làm đầy các hồ chứa nhân tạo, cấp nước cho công nghiệp và cải tạo đất. Sông Solokiya hầu hết các đoạn được điều tiết, một số khu vực được kè bờ.

## Vị trí
Sông chảy dọc theo các sườn đông bắc của rặng đồi Roztocze và trong ranh giới của bồn địa Nadbuzhanskoi. Đầu nguồn của sông nằm về phía tây bắc của thành phố Tomaszów (Ba Lan), sông băng qua biên giới Ba Lan-Ukraina ở phía tây của làng Piddubne (gần thị trấn Uhniv), và chảy vào sông Bug ở ngoại ô đông nam của thành phố Chervonograd.
Trên lãnh thổ của Ba Lan, sông Solokiya chảy từ tây bắc xuống đông nam, gần biên giới sông rẽ một góc vuông về phía đông bắc. Sau khi qua biên giới, sông rẽ sang hướng đông. Phụ lưu chính là sông Richytsia. Ven sông có các thành phố: Uhniv, Belz, Chervonograd.

## Lịch sử
Solokiya đã từng là một sông có phong cảnh đẹp với làn nước đặc biệt trong, và những bờ sông uốn lượn. Sông nổi tiéng là một nơi lý tưởng để giải trí và săn bắt. Nguồn cá của sông cũng đáng kể. Trong thời kỳ săn bắt chim, Uhniv trở thành "thánh địa" của những người thợ săn.
Một nhà máy nước với thiết bị truyền động nước được bảo tồn trên Solokiya ở Uhniv. Trong thời Liên Xô, công việc cải tạo và nắn thẳng dòng chảy được thực hiện. Sau đó, con sông thực sự biến thành một kênh thoát nước được cải tạo. Những vùng đất khô cằn không đáp ứng được điều kiện cho nông nghiệp, năng suất tại đó rất thấp.
Vào thời cổ đại, sông Solokiya được gọi giống như tên thành phố Belz.
Sau khi phát hiện được trữ lượng than đá đáng kể tại vùng lân cận, một phần lưu vực sông được chuyển giao từ Ba Lan sang Liên Xô trong sự kiện trao đổi lãnh thổ giữa hai bên năm 1951.